# Pseudobagrus albomarginatus
Pseudobagrus albomarginatus és una espècie de peix de la família dels bàgrids i de l'ordre dels siluriformes.

## Morfologia
Els adults poden assolir els 16,7 cm de longitud.

## Distribució geogràfica
Es troba a la Xina.